# قياس نفسي
القياس النفسي هو مجال دراسة في علم النفس يهتم بنظرية وتقنية القياس. يغطي القياس النفسي عمومًا مجالات متخصصة في علم النفس والتربية مكرسة للاختبار والقياس والتقييم والأنشطة ذات الصلة. يهتم القياس النفسي بالقياس الموضوعي للبنيات الكامنة (المفاهيم) التي لا يمكن ملاحظتها مباشرة. ومن الأمثلة على البُنى الكامنة الذكاء والانطواء والاضطرابات النفسية والتحصيل الدراسي. يتم استنتاج مستويات الأفراد في المتغيرات الكامنة غير ملاحظة من خلال النمذجة الرياضية بناءً على ما يتم ملاحظته من استجابات الأفراد على البنود في الاختبارات والمقاييس.
يوصف الممارسون في هذا المجال بأنهم مختصون في القياس النفسي، على الرغم من أن هذا اللقب لا ينطبق على جميع من يشاركون في أبحاث القياس النفسي. عادةً ما يمتلك أخصائيو القياس النفسي مؤهلات محددة، مثل الدرجات العلمية أو الشهادات، ومعظمهم من العاملين في مجال علم النفس الذين حصلوا على تدريب متقدم في القياس النفسي ونظرية القياس.
يعمل الممارسون في القياس النفسي في مراكز مثل خدمات الاختبارات التربوية ومراكز الخدمات النفسية بالإضافة إلى المؤسسات الأكاديمية التقليدية. يركز بعض الباحثين في مجال القياس النفسي على بناء أدوات التقييم والتحقق من صلاحيتها، بما في ذلك الاستبيانات والمقاييس. ويركز آخرون على الأبحاث المتعلقة بنظرية القياس (على سبيل المثال، نظرية الاستجابة للمفردة، ونظرية القياس الكلاسيكية) أو يتخصصون في التعليم والتطوير.

## المنشأ التاريخي
جاءت الاختبارات النفسية من اثنين من التيارات الفكرية:
- التيار الأول: من قبل داروين وغالتون وكاتل حول قياس الفروقات الفردية.
- التيار الثاني: من قبل هربارت وفيبر وفخنر وفونت وقياساتهم في الفيزياء النفسية. هذه المجموعة الاخيرة من العلماء وأبحاثهم هي ما أدت إلى تطوير علم النفس التجريبي والاختبارات المقننة.[3]

### التيار الفيكتوري: (بريطانيا)
كان تشارلز داروين مصدر إلهام للسير فرانسيس غالتون الذي أسهمت انجازاته في نشأة القياس النفسي. في عام 1859، نشر داروين كتابه «أصل الأنواع». ناقش هذا الكتاب كيفية اختلاف الأفراد في أنواعهم، وكيفية امتلاكهم خصائص وميزات تجعلهم أكثر أو أقل تأقلمًا ونجاحًا. فالأفراد القادرون على التأقلم والنجاح هم الذين سيبقون على قيد الحياة، وسيفسحون المجال للجيل القادم الذي سيكون على نفس القدر من التأقلم والنجاح. أدت هذه الفكرة التي دُرست سابقًا في الحيوانات إلى دراسة غالتون للبشر واهتمامه حول كيفية اختلافهم عن بعضهم البعض، والأهم من ذلك كيفية قياس تلك الاختلافات (الفروق).
كتب غالتون كتابًا بعنوان «العبقرية الوراثية Hereditary Genius»، يصف الكتاب الميزات والخصائص المختلفة التي يمتلكها الأفراد، والتي تجعلهم ملائمين أكثر من غيرهم. اليوم، هذه الاختلافات مثل الوظائف الحسية والحركية (زمن الارتكاس، وحدة الرؤية، والقوة البدنية) هي مجالات مهمة في علم النفس. وقد أُجريت الكثير من الأعمال النظرية والتطبيقية المبكرة في القياس النفسي في محاولة لقياس الذكاء.
ابتكر غالتون الذي يُعرف باسم أب القياس النفسي، العديد من الاختبارات العقلية وأدرجها ضمن قياساته البشرية. واستمر جايمس ماكين كاتل الذي يُعد رائدًا في مجال القياس النفسي في نشر أعمال غالتون وتوسيعها. وصاغ كاتل أيضا أيضًا مصطلح الاختبار العقلي، وهو الرائد في الأبحاث والمعارف التي أدت في نهاية المطاف إلى تطوير الاختبارات الحديثة.

### التيار الألماني
ترتبط نشأة القياس النفسي أيضًا بالمجال المتعلق بالفيزياء-النفسية psychophysics. ففي الوقت الذي توصل فيه كل من داروين وغالتون وكاتل إلى اكتشافاتهم في حقل الفروق الفردية، كان هربارت مهتمًا أيضًا بكشف أسرار الوعي البشري من خلال الأسلوب العلمي. كان هربارت مسؤولًا عن إنشاء نماذج رياضية للذهن، والتي كانت مؤثرة في الممارسات التعليمية في السنوات التالية.
اعتمد إرنست هينريخ فيبر على عمل هربارت وحاول إثبات وجود العتبة النفسية، قائلًا إن الحد الأدنى من المنبهات كان ضروريًا لتنشيط الجهاز الحسي.
بعد فيبر، توسع غوستاف فخنر اعتمادا على المعرفة التي جمعها من هربارت وفيبر ليبتكر القانون الذي وفقه تزداد قوة الإحساس بشكل مشابه لِلوغاريتم شدة التنبيه.
كان لفيلهلم فونت، وهو أحد أتباع فيبر وفخنر، الفضل في تأسيس علم النفس الحديث. وأدت تأثيراته إلى تمهيد الطريق للآخرين لتطوير الاختبارات النفسية.

### القرن العشرون
طور لويس ثورستون L. L. Thurstone، المتخصص بالقياس النفسي ومؤسس جمعية القياس النفسي وأول رئيس لها في عام 1936، مقاربة نظرية وطبقها للقياس تعرف باسم قانون الحكم المقارن، وهو أسلوب يرتبط ارتباطًا وثيقًا بنظرية الفيزياء النفسية لإرنست هينريخ فيبر وغوستاف فخنر. بالإضافة إلى ذلك، قدم كل من سبيرمان وثورستون مساهمات مهمة في التحليل العاملي (مجموعة من الأساليب الاحصائية المتقدمة) وتطبيقاته.
والتحليل العاملي طريقة إحصائية طُورت ضمن مجال القياس النفسي واستُخدمت على نطاق واسع ومكثف في ميدان القياس النفسي.
في أواخر الخمسينيات من القرن العشرين، قدم ليوبولد سزوندي Leopold Szondi تقييمًا تاريخيًا وابستيمولوجيا لتأثير التفكير الإحصائي في علم النفس خلال العقود القليلة الماضية، إذ قال: «خلال العقود الأخيرة، حُظر التفكير النفسي على وجه الخصوص وأُزيل بشكل كامل تقريبًا واستُعيض عنه بالتفكير الإحصائي. هنا تمامًا، نرى اليوم الانتشار الكبير لعلم الاختبار وهوس الاختبارات».
في الآونة الأخيرة، طُبقت نظرية القياس النفسي في مجال قياس الشخصية والتصرفات والمعتقدات والتحصيل الدراسي. هذه المفاهيم الكامنة التي لا يمكن ملاحظتها من الصعب قياسها، لذلك طُورت العديد من الأبحاث والعلوم المتراكمة في هذا الاختصاص في محاولة لقياس هذه المفاهيم بشكل يقترب للدرجة الحقيقية (القدرة الحقيقية للفرد) بأكبر شكل ممكن.
تشمل الشخصيات التي قدمت مساهمات كبيرة في القياس النفسي كلًا من كارل بيرسون، وهنري ف. كايسر، وكارل بريغهام، ولويس ليون ثورستون، وإدوارد لي ثورندايك، وجورج راش، ويوغين غالانتر، وجونسون أوكونور، وفريتز م. لورد، وليدارد ر. تاكر، وجاي. لوفينغر ويسمان.

## تعريف القياس في العلوم الاجتماعية
تعريف القياس في العلوم الاجتماعية له تاريخ طويل. وهناك تعريف واسع الانتشار حاليًا اقترحه ستانلي سميث ستيفنز في عام 1946، وهو أن القياس «إسناد الأعداد إلى الأشياء أو الأحداث وفقًا لقاعدة ما». أُدرج هذا التعريف في الورقة التي اقترح فيها ستيفنز أربعة مستويات للقياس (المستوى الاسمي، المستوى الرتبي، المستوى الفتري أو المسافات المتساوية، المستوى النسبي).
على الرغم من اعتماده على نطاق واسع، يختلف هذا التعريف في جوانب مهمة عن التعريف الأكثر كلاسيكية للقياس والمعتمد في العلوم الفيزيائية، الذي يشير إلى أن القياس العلمي يتطلب تقدير أو اكتشاف نسبة مقدار ما من الصفة الكمية إلى وحدة من نفس الصفة.
في الواقع، قُدم تعريف ستيفنز للقياس ردًا على لجنة فيرغسون البريطانية التي كان رئيسها الفيزيائي فيرغسون. عُينت اللجنة في عام 1932 من قبل الجمعية البريطانية لتقدم العلوم للتحقيق في إمكانية إجراء تقدير كمي للأحداث الحسية. على الرغم من أن رئيسها وأعضاءها الآخرين كانوا متخصصين في الفيزياء، شملت اللجنة أيضًا العديد من علماء النفس. سلط تقرير اللجنة الضوء على أهمية تعريف القياس. في حين كان رد ستيفنز اقتراح تعريف جديد، والذي كان له أثر كبير في هذا المجال، ولم يكن هذا على الإطلاق الرد الوحيد على التقرير. من الردود الأخرى التي تختلف اختلافًا ملحوظًا، قبول التعريف الكلاسيكي على النحو المبين في البيان التالي:
لا يختلف القياس في علم النفس والفيزياء بأي حال من الأحوال. يستطيع الفيزيائيون القياس عندما يتمكنون من العثور على العمليات التي يمكنهم من خلالها تلبية المعايير اللازمة، ويجب على علماء النفس القيام بذات الشيء، فلا حاجة للقلق حول الاختلافات الغامضة بين معاني القياس في العِلمين.
تنعكس هذه الاستجابات المتباينة على الأساليب البديلة للقياس. على سبيل المثال، عادةً ما يتم استخدام الأساليب القائمة على مصفوفات التباين المشترك على أساس أن الأرقام مثل الدرجات الخام المستمدة من التقييمات هي قياسات. تستلزم مثل هذه الأساليب ضمنيًا تبني تعريف ستيفنز للقياس، والذي يتطلب فقط تعيين الأرقام وفقًا لقاعدة ما. إذًا، تُعتبر مهمة البحث الرئيسية عمومًا، اكتشاف الارتباطات بين الدرجات والعوامل المفترضة التي تكمن خلف هذه الارتباطات.
من ناحية أخرى، عندما يتم استخدام نماذج قياس مثل نموذج راش، لا يتم تعيين الأرقام بناءً على قاعدة ما. وبدلاً من ذلك، يتم ذكر معايير محددة للقياس، والهدف هو بناء إجراءات أو عمليات توفر بيانات تفي بالمعايير ذات الصلة. يتم تقدير القياسات بناءً على النماذج، ويتم إجراء الاختبارات للتأكد مما إذا كانت المعايير ذات الصلة قد تم استيفاؤها.

## الأدوات والطرق
صُممت أدوات القياس النفسي الأولى لقياس الذكاء. وكان أحد الأساليب المبكرة لقياس الذكاء الاختبار الذي طوره ألفريد بينيه وتيودور سيمون في فرنسا. وعُرف هذا الاختبار باسم اختبار سيمون- بينيه. وقد تم تكييف الاختبار الفرنسي للاستخدام في الولايات المتحدة من قبل لويس تيرمان من جامعة ستانفورد، وأطلق عليه اسم اختبار ستانفورد-بينيه للذكاء.
كان هناك تركيز أساسي آخر في القياس النفسي على اختبارات الشخصية. وكانت هناك مجموعة من المقاربات النظرية لمفهوم الشخصية وقياسها، على الرغم من عدم وجود نظرية متفق عليها على نطاق واسع. تشمل بعض الأدوات الأكثر شهرة اختبار مينيسوتا متعدد الأوجه ونموذج العوامل الخمس (أو "الخمس الكبار") وأدوات مثل قائمة الشخصية والتفضيلات ومؤشر مايرز بريغز Myers–Briggs للنمط.

## المقاربات النظرية
قام علماء القياس النفسي بتطوير عدد من نظريات القياس المختلفة. تشمل هذه النظريات نظرية القياس الكلاسيكية (CTT) ونظرية الاستجابة للمفردة (IRT). وهناك نهج يبدو مشابهًا رياضيًا لنظرية الاستجابة للمفردة (IRT) لكنه مميز تمامًا من حيث أصوله وخصائصه، يتمثل في نموذج راش للقياس. تطور وتأسس نموذج راش والفئة الأوسع من النماذج التي ينتمي إليها، بناء على متطلبات القياس في العلوم الفيزيائية.
طوّر علماء القياس النفسي طرقًا للعمل مع مصفوفات كبيرة من الارتباطات والتباينات المشتركة. تشمل التقنيات مثلا التحليل العاملي وهو طريقة لتحديد الأبعاد الأساسية للبيانات. أحد التحديات الرئيسية التي يواجهها مستخدمو التحليل العاملي هو عدم وجود إجماع على الإجراءات المناسبة لتحديد عدد العوامل الكامنة. ويتمثل الإجراء المعتاد في التوقف عن تحديد عدد العوامل عندما تنخفض قيم الجذور الكامنة إلى أقل من واحد، لأن المجال الأصلي يتقلص. وعدم وجود نقاط القطع يؤرق الطرق متعددة المتغيرات الأخرى كذلك.
القياس متعدد الأبعاد هو طريقة لإيجاد تمثيل بسيط للبيانات ذات عدد كبير من الأبعاد الكامنة. التحليل العنقودي هو طريقة لإيجاد العناصر المتشابهة. إن التحليل العاملي، والقياس متعدد الأبعاد، والتحليل العنقودي كلها طرق وصفية متعددة المتغيرات، تُستخدم لاستخلاص بنيات أبسط من كميات كبيرة من البيانات.
في الآونة الأخيرة، تمثل النمذجة بالمعادلات البنائية بما فيها التحليل العاملي التوكيدي أساليب أكثر تطورًا للعمل مع مصفوفات التباين المشترك الكبيرة. تسمح هذه الأساليب بمطابقة النماذج المتطورة إحصائيًا على البيانات، واختبارها لتحديد ما إذا كانت ملائمة أم لا.

## المفاهيم الأساسية
المفاهيم الأساسية في نظرية القياس الكلاسيكية هي الثبات والصدق. فالمقياس الموثوق هو المقياس الذي يقيس مفهوما ما بشكل متسق عبر الزمن والأفراد والمواقف. والمقياس الصالح هو المقياس الذي يقيس ما يهدف إلى قياسه. والموثوقية (الثبات) ضرورية لكنها غير كافية للصلاحية (الصدق).
يمكن تقييم كل من الموثوقية والصلاحية إحصائيًا. ويمكن تقييم الاتساق عبر الزمن على القياسات المتكررة لنفس الاختبار باستخدام معامل ارتباط بيرسون، وغالباً ما يُطلق عليه ثبات التطبيق-إعادة التطبيق. وبالمثل، يمكن التحقق من تكافؤ النسخ المختلفة لنفس المقياس من خلال معامل الارتباط بيرسون، ويُطلق عليه ثبات النماذج المكافئة.
ويمكن تقييم الاتساق الداخلي الذي يعالج تجانس نموذج اختباري واحد، من خلال الارتباط بين نصفي الاختبار، وهو ما يُطلق عليه ثبات التجزئة النصفية؛ ويتم تعديل هذه القيمة لمعامل ارتباط (بيرسون) لنصفي الاختبار باستخدام معادلة سبيرمان-براون للحصول على الثبات الكلي للمقياس. ولعل أكثر مؤشرات الثبات استخداماً هو مؤشر ألفا كرونباخ ويرمزله α، وهو يعادل متوسط جميع معاملات التجزئة النصفية الممكنة.
توجد العديد من الأشكال المختلفة للصدق:
يشير الصدق (الصلاحية) المرتبط بالمحك إلى مدى تنبؤ الاختبار أو المقياس بعينة من السلوك، أي أن المحك "خارج أداة القياس نفسها." ويمكن أن تكون هذه العينة الخارجية للسلوك أشياء كثيرة مثل اختبار آخر؛ ومعدل الدرجات الجامعية كما هو الحال عند استخدام اختبار SAT (اختبار التقييم الدراسي) في المدرسة الثانوية للتنبؤ بالأداء في الكلية؛ وحتى السلوك الذي حدث في الماضي، على سبيل المثال، عندما يستخدم اختبار الأعراض النفسية الحالية للتنبؤ بحدوث الإيذاء في الماضي (والذي من شأنه أن يمثل بدقة التنبؤ لاحقا). عندما يتم جمع القياس المحك في نفس الوقت الذي يتم فيه التحقق من صدق المقياس، يكون الهدف هو إثبات الصدق التلازمي؛ وعندما يتم جمع القياس المحك في وقت لاحق يكون الهدف هو إثبات الصدق التنبؤي.
يتمتع المقياس بصدق البناء إذا كان يرتبط بمقاييس لمفاهيم أخرى كما هو مطلوب نظريًا.
صدق المحتوى هو إثبات أن بنود الاختبار تقوم بعمل جيد لتغطية المجال الذي يتم قياسه. مثال: اختيار الموظفين، يعتمد محتوى الاختبار على بيان محدد أو مجموعة من البيانات الخاصة بالمعرفة، أو المهارة، أو القدرة، أو غيرها من الخصائص التي تم الحصول عليها من تحليل الوظيفة.
تقوم نظرية الاستجابة للمفردة IRT بنمذجة العلاقة بين السمات الكامنة والاستجابات لمفردات الاختبار. توفر نظرية الاستجابة للمفردة أساساً للحصول على تقدير لموقع المتقدم للاختبار على سمة كامنة معينة بالإضافة إلى الخطأ المعياري للقياس في ذلك الموقع. على سبيل المثال، يمكن استنتاج معرفة طالب جامعي بالتاريخ من درجاته في اختبار جامعي ومن ثم مقارنتها بشكل موثوق مع معرفة طالب ثانوي مستنتجة من اختبار أقل صعوبة. لا تتمتع الدرجات المستمدة من نظرية القياس الكلاسيكية بهذه الخاصية، ويجب تقييم القدرة الفعلية (بدلاً من القدرة بالنسبة للمتقدمين الآخرين للاختبار) من خلال مقارنة الدرجات مع درجات "مجموعة معيارية" تم اختيارها عشوائياً من المجتمع. تعتمد جميع المقاييس المشتقة من نظرية القياس الكلاسيكية على العينة المختبرة، في حين أن المقاييس المشتقة من نظرية الاستجابة للمفردة ليست كذلك من حيث المبدأ.

### المفاهيم الأساسية
عادة ما يُنظر إلى اعتبارات الصلاحية (الصدق) والموثوقية (الثبات) على أنها عناصر أساسية لتحديد جودة أي اختبار. إلا أن الجمعيات المهنية وجمعيات الممارسين، كثيراً ما تضع هذه الاعتبارات ضمن سياقات أوسع عند وضع المعايير وإصدار أحكام عامة حول جودة أي اختبار ككل ضمن سياق معين. من الاعتبارات المثيرة للقلق في العديد من البيئات البحثية التطبيقية، هو ما إذا كانت قياسات أي اختبار نفسي معين، ذات معنى أو اعتباطية.

### معايير الاختبار
في عام 2014، قامت الجمعية الأمريكية للبحوث التربوية (AERA) والجمعية الأمريكية لعلم النفس (APA) والمجلس الوطني للقياس في التعليم (NCME) بنشر مراجعة لمعايير الاختبارات التربوية والنفسية، والتي تصف معايير تطوير الاختبارات وتقييمها واستخدامها. تغطي المعايير مواضيع أساسية في الاختبار بما في ذلك الصدق، وثبات/خطأ القياس، والإنصاف في الاختبار "fairness in testing". كما يضع الكتاب أيضًا المعايير المتعلقة بعمليات الاختبار بما في ذلك تصميم الاختبار وتطويره، والدرجات، والسلالم، والمعايير، وربط الدرجات، ودرجات القطع، وتطبيق الاختبار، وتسجيل الدرجات، وإعداد التقارير، وتفسير الدرجات، وتوثيق الاختبار، وحقوق ومسؤوليات المتقدمين للاختبار ومستخدمي الاختبار. وأخيراً، تغطي المعايير مواضيع تتعلق بتطبيقات الاختبارات، بما في ذلك الاختبارات النفسية والتقييم، والاختبارات في مكان العمل والاعتماد، والاختبارات التعليمية والتقييم، والاختبارات في تقييم البرامج والسياسة العامة.

### معايير التقويم
في مجال التقويم، وعلى وجه الخصوص التقويم التربوي، نشرت اللجنة المشتركة لمعايير التقويم التربوي  ثلاث مجموعات من معايير التقويم. نُشرت معايير تقويم الموظفين في عام 1988، ومعايير تقييم البرامج (الطبعة الثانية) في عام 1994، ومعايير تقييم الطلاب في عام 2003.
يعرض كل منشور مجموعة من المعايير ويوضحها لاستخدامها في مجموعة متنوعة من البيئات التعليمية. توفر هذه المعايير إرشادات لتصميم وتنفيذ وتقييم وتحسين الشكل المحدد للتقويم. وقد تم وضع كل معيار من هذه المعايير في واحدة من أربع فئات أساسية لتعزيز التقويمات التعليمية المناسبة والمفيدة والمجدية والدقيقة. في هذه المجموعات من المعايير، يتم تغطية اعتبارات الصدق والثبات تحت موضوع الدقة Accuracy. على سبيل المثال، تساعد معايير الدقة على ضمان أن تقويم الطلاب سيوفر معلومات سليمة ودقيقة وذات مصداقية حول تعلم الطلاب وأدائهم.

## قضايا جدلية وانتقادات
نظرًا لأن القياس النفسي يعتمد على عمليات نفسية كامنة تقاس من خلال الارتباطات، فقد كان هناك جدل حول بعض المقاييس النفسية. جادل المنتقدون بما في ذلك الممارسون في العلوم الفيزيائية بأن تعريف القياس، والقياس الكمي صعب، وأن مثل هذه القياسات غالبًا ما يساء استخدامها من قبل الأشخاص العاديين، كما هو الحال مع اختبارات الشخصية المستخدمة في إجراءات التوظيف. وتورد معايير القياس التربوي والنفسي البيان التالي حول صدق الاختبار: "تشير الصلاحية (الصدق) إلى الدرجة التي تدعم بها الأدلة والنظرية تفسيرات درجات الاختبار التي تنطوي عليها الاستخدامات المقترحة للاختبارات"  وببساطة، لا يكون الاختبار صالحًا (صادقا) إلا إذا تم استخدامه وتفسيره للغرض الذي أعد لأجله.
هناك نوعان من الأدوات المستخدمة لقياس الشخصية هما الاختبارات الموضوعية والاختبارات الإسقاطية. من الأمثلة على هذه الاختبارات مقياس العوامل الخمس (BFI)، اختبار مينيسوتا متعدد الأوجه (MMPI-2)، واختبار رورشاخ لبقع الحبر، واستبيان الشخصية العصابية (KON-2006) واستبيان الشخصية لإيزنك (EPQ-R). بعض هذه الاختبارات مفيدة لأنها تتمتع بالموثوقية والصلاحية الكافية (الصدق والثبات)، وهما عاملان يجعلان الاختبارات انعكاسًا متسقًا ودقيقًا للمفهوم الأساسي المقاس. مع ذلك، فإن مؤشر مايرز بريغز لنمط الشخصية (MBTI) مشكوك في صلاحيته وكان موضع الكثير من الانتقادات. فقد كتب المتخصص في القياس النفسي روبرت هوجان Robert Hogan عن هذا المقياس: "يعتبر معظم علماء النفس المتخصصين في علم النفس الشخصية أن مؤشر مايرز بريجز ليس أكثر من مجرد كعكة حظ صينية متقنة الصنع."
أشار لي كرونباخ في مجلة American Psychologist (1957) إلى أن "علم النفس الارتباطي، على الرغم من أنه قديم قدم التجريب، إلا أنه كان أبطأ في النضج. ومع ذلك فهو مؤهل كفرع من المعرفة، لأنه يطرح نوعاً مميزاً من الأسئلة، ولديه أساليب فنية لفحص ما إذا كان التساؤل قد طرح بشكل صحيح وما اذا كانت البيانات قد فسرت بشكل صحيح". يتابع لي كرونباخ قائلاً: "إن نهج الارتباط من جانبه، يمكن أن يدرس ما لم يتعلم الإنسان التحكم فيه، أو ما لا يأمل في التحكم فيه... فالمطلوب اتحاد حقيقي بين التخصصات، وإذا ما أُبقي عليها مستقلة، فإنها لا يمكن أن تعطي سوى إجابات خاطئة أو لا تعطي أي إجابات على الإطلاق فيما يتعلق ببعض المشكلات المهمة.

## غير البشر: الحيوانات والآلات
يتناول علم النفس قدرات الإنسان واتجاهاته وسماته وتطوره التعليمي. وتجدر الإشارة إلى أن دراسة السلوك والعمليات العقلية والقدرات لدى غير البشر عادة ما يتناولها علم النفس المقارن، أو مع وجود تواصل بين الحيوانات من خلال علم النفس التطوري. مع ذلك، هناك بعض المدافعين عن الانتقال التدريجي بين النهج المتبع بالنسبة للبشر والنهج المتبع بالنسبة للحيوانات (غير البشرية).
لم يكن تقييم القدرات والسمات وتطور التعلم لدى الآلات في الغالب غير مرتبط بحالة البشر والحيوانات غير البشرية، مع وجود مقاربات محددة في مجال الذكاء الاصطناعي. كما تم اقتراح نهج أكثر تكاملاً، تحت اسم القياس النفسي الشامل universal psychometrics.